# Jingrun Chen
Jingrun Chen (chinês tradicional: 陳景潤, chinês simplificado: 陈景润, pinyin: Chén Jǐngrùn; 22 de maio de 1933 – 19 de março de 1996) foi um matemático chinês conhecido por suas contribuições fundamentais à teoria dos números.

## Biografia
Chen nasceu em Fuzhou, Fujian, na então República da China, como o terceiro filho de uma família de vários irmãos. Seu pai trabalhava nos serviços postais. Em 1953, Jingrun Chen graduou-se no Departamento de Matemática da Universidade de Xiamen. Durante seus estudos na Academia Chinesa de Ciências, foi orientado pelo renomado matemático Luogeng Hua.

## Carreira
Chen destacou-se por seus trabalhos em problemas clássicos da teoria dos números, como a conjectura dos primos gêmeos, o problema de Waring, a conjectura de Goldbach e a conjectura de Legendre. Em 1966, publicou seu teorema, hoje conhecido como Teorema de Chen, que afirma que todo número par suficientemente grande pode ser expresso como a soma de um número primo e um número semiprimo (produto de dois primos). Por exemplo: 100 = 23 + 7·11.

## Homenagens

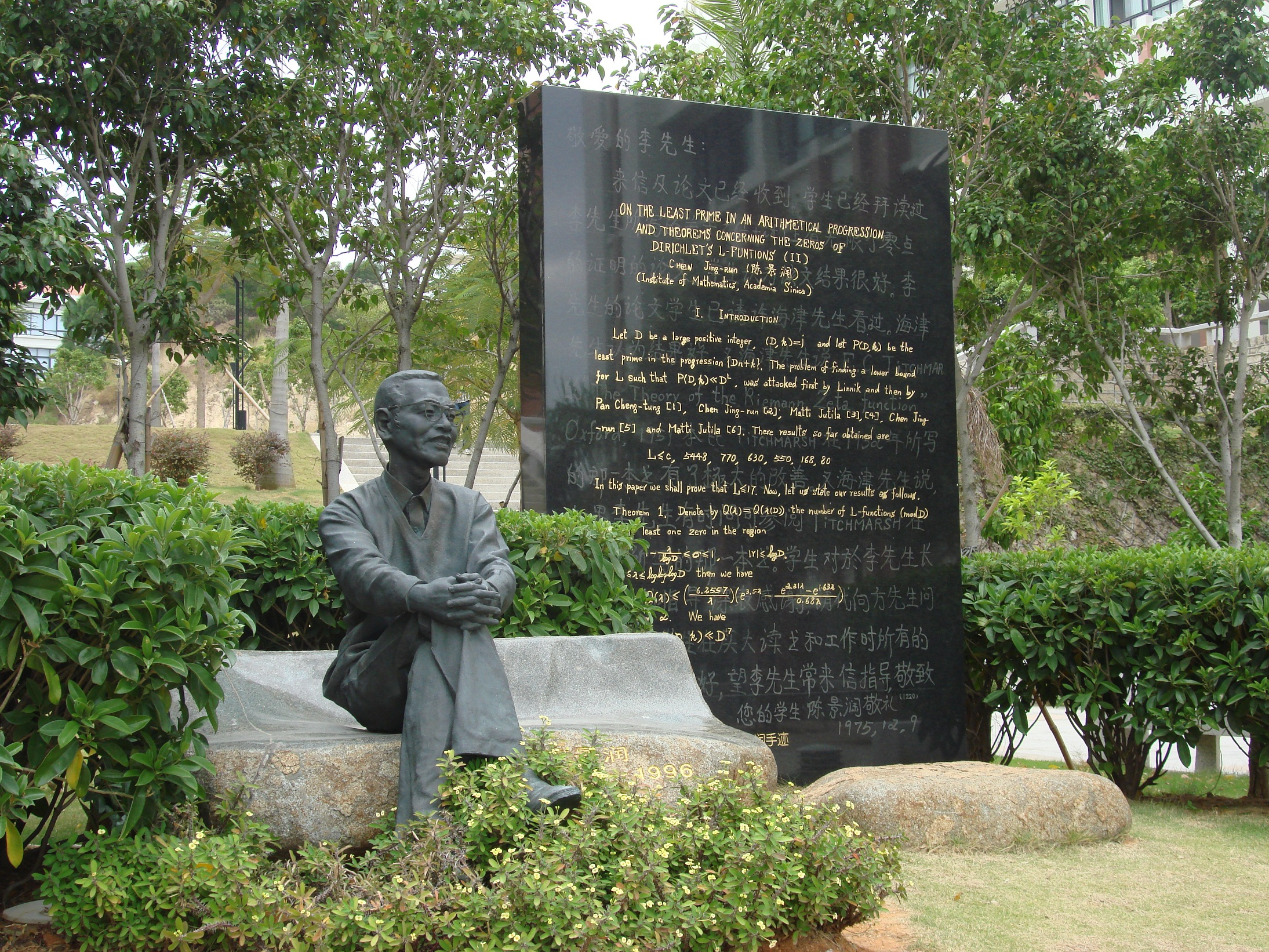
Estátua de Chen na Universidade de Xiamen, China.

O asteroide 7681 Chenjingrun foi nomeado em sua homenagem. Em 1999, a China emitiu um selo postal de 80 fen (centavos de yuan) intitulado "O Melhor Resultado da Conjectura de Goldbach", apresentando a silhueta de Chen e a desigualdade:
{\displaystyle P_{x}(1,2)\geq {\frac {0.67xC_{x}}{(\log x)^{2}}}}
Diversas estátuas foram erguidas em sua memória na China. Na Universidade de Xiamen, os nomes de Chen e de outros matemáticos — Dirichlet, Jutila, Linnik e Pan — foram gravados em mármore.

## Obras
- J.-R. Chen, On the representation of a large even integer as the sum of a prime and a product of at most two primes, Sci. Sinica 16 (1973), 157–176.
- Chen, J.R., "On the representation of a large even integer as the sum of a prime and the product of at most two primes". [Chinese] J. Kexue Tongbao 17 (1966), 385–386.